# Mike Smith
Mike Smith (født 27. august 1972 i New Glasgow, Nova Scotia) er en canadisk skuespiller bedst kendt som Bubbles i den canadiske tv-serie Trailer Park Boys.